# مسجد الحديدي
مسجد الحديدي مسجد أثري يقع محافظة دمياط في مصر أنشئ سنة 1200 هـ بمدينة فارسكور وملحق به قبه بها إيوان في الجهة القبلية منها.

## الموقع والبناء
يقع المسجد في مدينة فارسكور في محافظة دمياط وهو من أقدم المساجد وقد تم هدمه وإعادة بنائه على نفس الطراز السابق وبكامل تصميمه الهندسي، وهو من المساجد المشهورة في مصر التي تتميز بتصميمها المعماري، حيث يحتوي على مقصورة من الخشب الخرط بها إيوان في الجهة القبلية ومنبر مقدمته مضلعة الشكل. وبالقرب من المسجد تقع منطقة تل آثار البراشية: جنوب شرق مدينة فارسكور حيث تم العثور على حمام روماني بمنطقة شرق الدلتا، وبه خزان سفلى لتخزين المياه يتخلله خطوط للصرف الصحي، كما تم العثور على منطقة سكنية ملاصقة لهذا الحمام تدل على أن تلك المنطقة كانت مأهولة، وكذا مصنع لعصير واستخراج الزيوت وعصير النبيذ الذي كان يستخدم لخدمة منطقة الحمام كما تم اكتشاف مقبرة ذات طابع غريب ترجع إلى العصر الروماني والقبطي.
وينسب المسجد إلى الشيخ على بن عبد الرحمن بن حديدي الحديدي الأنصاري المغربي.
وتعرض المسجد للخطر بسبب المياه الجوفية التي تسببت عام 1975 بقيام وزارة الأوقاف بهدم المئذنة التي شكلت خطرا مباشرا على السكان إلى جانب تأثير حنفيات المياه التي تستخدم في المطهرة على جدران المسجد وتسريبها رطوبة أضرت بشده بجدرانه.

## الترميم
تم ترميم المسجد وأعاد افتتاحه زاهي حواس الأمين العام للمجلس الأعلى للآثار في مصر، ومحمد فتحي البرادعي محافظ دمياط، وكان المجلس الأعلى للآثار قد بدأ في عملية ترميم مسجد عمرو بن العاص ومسجد مدرسة المعيني ومسجد الحديدي في مدينة فارسكور. وقد صرح ماهر جلال، مدير عام تفتيش آثار الدقهلية ودمياط، "إن المسجد كان شبه منهار بسبب وصول المياه الجوفية لمستوى الجدران، وهو ما أدى إلى تهالك القطع الخشبية وسوء حالتها التي وصلت في بعض الأحيان لدرجة التحلل، وهو ما دعا إلى استبدالها بأخرى شبيهة، وإرسال القطع القديمة للمجلس الأعلى للآثار تحت إشراف لجنة متخصصة"، مشيرًا إلى أن المسجد شهد عملية فك وإعادة تأهيل.